# In vivo
Pour les articles homonymes, voir In vivo (homonymie).
In vivo (en latin : « au sein du vivant ») est une expression latine qualifiant des recherches ou des examens pratiqués sur un organisme vivant, par opposition à in vitro ou ex vivo. Les essais cliniques sont une forme de recherche in vivo, en l'occurrence sur des humains. 
L’expérimentation animale est une des formes principale de recherche in vivo, impliquant généralement d’utiliser des animaux de diverses espèces comme modèles de fonctionnements biologiques ou de maladies ou comme bioréacteurs pour produire des virus, des anticorps ou des produits sanguins, notamment. L'éthique et les coûts de l'expérimentation animale ont entraîné l'augmentation du développement de méthodes in vitro.
L'utilisation des plantes pour les expériences est aussi une forme de manipulation in vivo.
In vivo permet la distinction par rapport aux recherches ex vivo ou in vitro, qui sont effectuées sur des organes, tissus, cellules, des composants de la cellule, des protéines, ou des biomolécules, et par in silico désignant une recherche ou un essai effectué au moyen de calculs complexes informatisés ou de modèles informatiques.